# Аліса тут більше не живе
«Аліса тут більше не живе» (англ. Alice Doesn't Live Here Anymore) — трагікомедійний фільм Мартіна Скорсезе. Виконавиця головної ролі Еллен Берстін була удостоєна єдиної в кар'єрі премії «Оскар» за роботу у стрічці. Сам Скорсезе з'являється у фільмі в ролі камео людини в кафе.

## Сюжет
У молодої жінки Аліси Гайатт гине чоловік і вона залишається зовсім одна без засобів до існування. В неї залишився маленький син, про якого треба турбуватися. Переїхавши в інше місто, Аліса влаштовується працювати офіціанткою. Їй допомагає Девід, який намагається підтримати її в біді.

## У ролях
| Актор              | Роль           |
| ------------------ | -------------- |
| Еллен Берстін      | Аліса Гайатт   |
| Альфред Латтер     | Томмі Гайатт   |
| Кріс Крістофферсон | Девід          |
| Даян Ледд          | Фло            |
| Джоді Фостер       | Одрі           |
| Біллі «Грін» Буш   | Дональд Гайатт |
| Гарві Кейтель      | Бен Еберхарт   |

## Нагороди
- «Оскар» (1975), найкраща жіноча роль (Еллен Берстін).